# Samurai Gunn
Samurai Gunn est un jeu vidéo indépendant de type beat them all sorti en décembre 2013 sur PC.
Il a pour suite Samurai Gunn 2.